# Ralph Krueger
Ralph Krueger (* 31. August 1959 in Winnipeg, Manitoba) ist ein ehemaliger deutsch-kanadischer Eishockeyspieler und derzeitiger -trainer mit Schweizer Staatsangehörigkeit. Von der Saison 1997/98 bis zu den Olympischen Winterspielen 2010 trainierte er die Schweizer Eishockeynationalmannschaft. Anschließend wechselte er nach Nordamerika und arbeitete dort zunächst als Assistenztrainer, bevor er von Juni 2012 den Posten als Cheftrainer bei den Edmonton Oilers übernahm, den er bis Juni 2013 bekleidete. In gleicher Funktion war er zuletzt von Mai 2019 bis März 2021 bei den Buffalo Sabres tätig.
Seit November 2023 ist Krueger Aufsichtsratsvorsitzender des Fußballklubs FK Austria Wien.

## Karriere

### Als Spieler
Krueger erlernte das Eishockeyspielen in seiner kanadischen Heimat, ehe er zur Saison 1977/78 zum deutschen Zweitligisten Duisburger SC wechselte. Nachdem er die Saison 1978/79 wieder in Kanada verbracht hatte, spielte er ab 1979 dauerhaft in Deutschland.
Ralph Krueger absolvierte als Spieler 350 Partien als Stürmer in der Bundesliga. Er erzielte dabei 187 Tore und verbuchte 186 Assists. Zunächst lief er drei Jahre lang für die Düsseldorfer EG auf, mit der er in der Spielzeit 1979/80 Vizemeister wurde. In der Saison 1980/81 war er mit 22 Punkten Topscorer der Endrunde. Anschließend wurde er erstmals für die deutsche Nationalmannschaft nominiert, für die er an der Weltmeisterschaft 1981 teilnahm. 
Nach zwei Jahren beim Schwenninger ERC und einer Saison in Diensten des SC Riessersee, in denen er seine Punkteausbeute aus DEG-Zeiten nicht bestätigen konnte, knüpfte er in der Spielzeit 1985/86 beim ECD Iserlohn wieder an frühere Leistungen an. An der Seite von Martti Jarkko erzielte er 36 Tore und belegte damit den sechsten Platz in der ligaweiten Torschützen-Statistik. Mit dem ECD erreichte Krueger das Play-off-Halbfinale und trug damit zum besten Ergebnis bei, das ein Eishockeyclub aus dem Sauerland jemals erzielt hat. Außerdem führten ihn seine Leistungen zurück in die Nationalmannschaft, mit der er bei der Weltmeisterschaft 1986 an den Start ging. Anschließend kehrte er für zwei weitere Jahre zur DEG zurück, bevor er seine Karriere in der 2. Bundesliga ausklingen ließ.

### Als Trainer
Seine Trainerlaufbahn begann Krueger als Spielertrainer des deutschen Zweitligisten Duisburger SV 1989; da ihm zu diesem Zeitpunkt die nötige Lizenz noch fehlte, wurde der Trainerposten „offiziell“ von Jiří Hanzl bekleidet. Krueger verließ Duisburg im folgenden Jahr, nachdem er die Mannschaft zuvor in die Aufstiegsrunde zur Bundesliga geführt hatte, aufgrund von Meinungsverschiedenheiten mit der Klubführung. Krueger ging nach Nordamerika zurück und war im US-Bundesstaat Texas Teilhaber eines Hotels.
Zwischen 1994 und 1998 gewann er mit der österreichischen Mannschaft VEU Feldkirch fünfmal nacheinander die österreichische Meisterschaft. Mit dem gleichen Team gewann er zudem dreimal die Alpenliga. Als Krönung folgte 1998 der Sieg in der European Hockey League, wo sämtliche europäischen Meister der besten Ligen teilnahmen. Nach diesen Erfolgen übernahm er den Posten als Nationaltrainer der schweizerischen A-Nationalmannschaft vollberuflich und zog sich als Vereinstrainer zurück (Im Jahr vorher coachte er erfolgreich neben Feldkirch auch die Schweiz). Er feierte mit diesem Team beachtliche Erfolge.
Im Oktober 2009 wurde bekannt, dass er zur Saison 2010/11 von Sean Simpson als Nationaltrainer abgelöst wird. Am Schluss übergab er das Amt nach 13 Jahren Tätigkeit bereits nach den Olympischen Winterspielen in Vancouver im Februar 2010. Im Juli 2010 wurde Krueger als Associate Coach von den Edmonton Oilers verpflichtet. Am 27. Juni 2012 wurde er zum Cheftrainer der Oilers ernannt. Nach nur einer Saison wurde Krueger aber bereits im Juni 2013 von seinem Posten entlassen.
Im Juni 2013 wurde Krueger von Hockey Canada als Sonderberater angestellt, um die kanadische Herren-Nationalmannschaft bestmöglich auf die Olympischen Winterspiele 2014 vorzubereiten.
Ab Januar 2014 agierte Krueger als Berater des FC Southampton aus der englischen Premier League, ehe er am 12. März 2014 bei einer Mitgliederversammlung zum Vorstandsvorsitzenden des Vereins ernannt wurde. Am Ende der Saison 2018/19 gab er sein Amt als Vorstandsvorsitzender des FC Southampton ab.
Im September 2016 fungierte Krueger als Cheftrainer des Team Europa beim World Cup of Hockey 2016 und erreichte dort mit der Mannschaft den zweiten Platz.
Anschließend stellten ihn die Buffalo Sabres im Mai 2019 als neuen Cheftrainer vor, sodass er in die NHL zurückkehrte. Dort trat er die Nachfolge von Phil Housley an. Bereits im März 2021 allerdings, nach nur sechs Siegen aus 28 Partien sowie 12 Niederlagen in Folge, wurde Krueger bei den Sabres entlassen und vorerst interimsweise durch seinen Assistenten Don Granato ersetzt.
Am 17. November 2023 wurde er vom Aufsichtsrat der FK Austria Wien AG zum Aufsichtsratsvorsitzenden des Fußballklubs gewählt.

## Persönliches
Kruegers Eltern lebten in Hamburg und wanderten nach dem Zweiten Weltkrieg von Deutschland nach Kanada aus. Die Mutter war Schauspielerin, der Vater Arzt. Ihr Sohn Ralph wurde in der neuen Heimat geboren und wuchs dort auf. Ab dem neunten Lebensjahr besuchte er ein Internat.
Sein Sohn Justin Krueger war Eishockeyprofi und deutscher Nationalspieler. Im April 2019 nahmen Ralph Krueger sowie seine Frau und Tochter die Schweizer Staatsbürgerschaft an.

## Karrierestatistik

### Statistik als Spieler
(Legende zur Spielerstatistik: Sp oder GP = absolvierte Spiele; T oder G = erzielte Tore; V oder A = erzielte Assists; Pkt oder Pts = erzielte Scorerpunkte; SM oder PIM = erhaltene Strafminuten; +/− = Plus/Minus-Bilanz; PP = erzielte Überzahltore; SH = erzielte Unterzahltore; GW = erzielte Siegtore; 1 Play-downs/Relegation; Kursiv: Statistik nicht vollständig)

### Trainerstatistik
Folgende Plätze erreichte Ralph Krueger mit der Schweizer Nationalmannschaft an den jeweiligen Turnieren:
| Jahr | Turnier | Ort                                       | Rang |
| ---- | ------- | ----------------------------------------- | ---- |
| 1998 | WM      | Basel & Zürich, Schweiz                   | 4.   |
| 1999 | WM      | Lillehammer & Oslo, Norwegen              | 8.   |
| 2000 | WM      | Sankt Petersburg & Moskau, Russland       | 5.   |
| 2001 | WM      | Nürnberg & Köln & Hannover, Deutschland   | 9.   |
| 2002 | Olympia | Salt Lake City, USA                       | 11.  |
| 2002 | WM      | Göteborg & Karlstad & Jönköping, Schweden | 10.  |
| 2003 | WM      | Helsinki & Tampere & Turku, Finnland      | 8.   |
| 2004 | WM      | Prag, Tschechien                          | 8.   |
| 2005 | WM      | Wien & Innsbruck, Österreich              | 8.   |
| 2006 | Olympia | Turin, Italien                            | 6.   |
| 2006 | WM      | Riga, Lettland                            | 9.   |
| 2007 | WM      | Moskau & Mytischtschi, Russland           | 8.   |
| 2008 | WM      | Halifax & Québec, Kanada                  | 7.   |
| 2009 | WM      | Bern & Kloten, Schweiz                    | 9.   |
| 2010 | Olympia | Vancouver, Kanada                         | 8.   |